# Іда Меттон
Іда Меттон (швед. Ida Matton; 24 лютого 1863, Євле, Швеція — 7 липня 1940, Євле, Швеція) — шведська скульпторка.

## Біографія
Іда Меттон народилась 24 лютого 1863 року в містечку Євле, Швеція. Вона навчалась у Вищій королівській технічній школі Стокгольма. Згодом продовжувала навчання в Парижі. Там вона відвідувала заняття в Академіъ Колароссі і приватній художній академії, заснованій художником Родольфо Жюліаном у 1868 році.
У 1914 з початком першої світової війни Меттон перебралась до Швеції. До Парижу вона повернулась після війни. У 1932 році повернулась в Євле.
Меттон померла 7 липня 1940 року в Євле. Її скульптура Жінки знаходиться в колекції Національного музею в Стокгольмі.

## Досягнення
У 1888 відбулась перша виставка Іди Меттон у Паризькому Салоні. Вона продовжувала показ своїх робіт у Європі. У 1896 презентувала творчість в Салоні Незалежних у Парижі, в 1987 на художній Виставці в Стокгольмі, в 1900 — на Всесвітній художній виставці. У 1901 році на художній Виставці в Євле.
Іда Меттон також показала свої роботи в Палаці Прекрасних Мистецтв у 1893 році на Всесвітній Колумбійській Експозиції в Чикаго, Ілінойс.

## Галерея

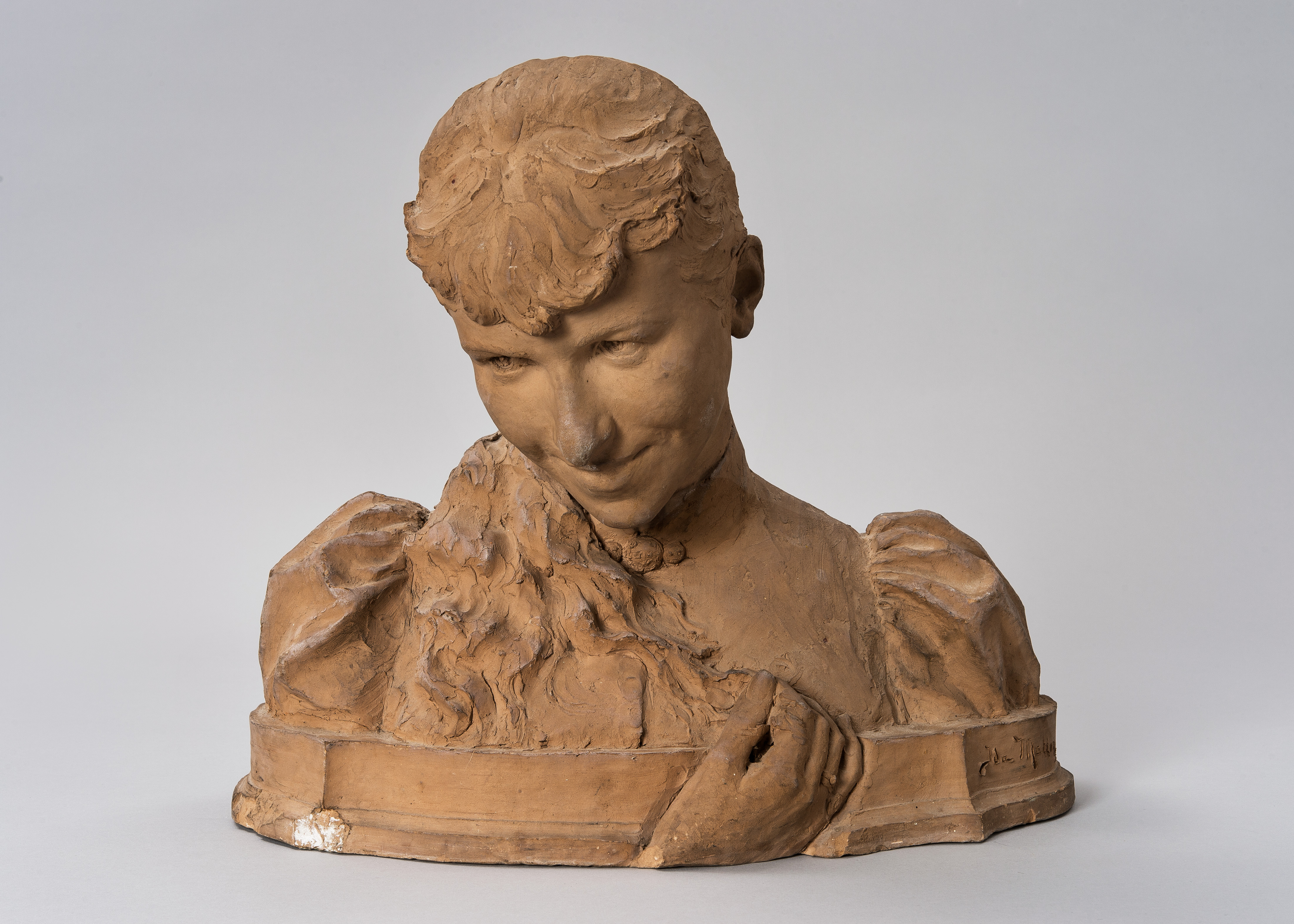
Sculpted Portrait of a Woman, 1891